# Jacques Cohn
Pour les articles homonymes, voir Cohn.
Jacques (dit "Bô") Cohn (né le 8 juillet 1916 à Strasbourg et mort le 22 avril 1974 à Jérusalem en Israël) est un enseignant juif orthodoxe français actif durant la Seconde Guerre mondiale, avec l'Oeuvre de secours aux enfants (O.S.E), qui participe au  Maquis 
des Éclaireurs israélites de France de la Montagne Noire (Massif central). Il devient ensuite directeur pédagogique de l'O.S.E. Il est le second fils de l'astronome Berthold Cohn, son frère aîné étant l'éducateur Marcus Cohn. Son épouse Marguerite Kahn est active dans le Réseau Garel.

## Biographie
Jacques Cohn,  est né le 8 juillet 1916 à Strasbourg.
Il est le fils de Berthold Cohn né en 1878 à Rawicz, dans le Royaume de Prusse (aujourd'hui en Pologne). Ce dernier est un astronome français d'origine allemande, qui en 1897 devient docteur en philosophie de l'université de Strasbourg. Originaire de Posnanie, devenue province polonaise, pays allié de la France, il est autorisé à demeurer en Alsace après 1919. Il est naturalisé français avec sa famille par décret du 18 novembre 1925. Il est président de la communauté juive orthodoxe Etz 'Haim de Strasbourg (Kageneck),. Berthold Cohn est mort le 11 mai 1930 à Paris.
La mère de Jacques Cohn est Sarah Posen, née à Francfort-sur-le-Main en 1879, morte à Paris en 1949. Elle est la fille de Jacob Posen (né le 16 juin 1851 à Francfort-sur-le-Main et mort le 6 mars 1909 dans cette même ville) et de Flora Ellinger (née le 24 septembre 1856 à Francfort-sur-le-Main et morte en janvier 1917 dans cette même ville).
Le frère aîné  de Jacques Cohn est Marcus Cohn dit "Marc" (né en 1906 à Strasbourg et mort le 28 décembre 1998, à Jérusalem en Israël), est un éducateur , qui fonde et devient en 1935 le premier directeur de l'École Maïmonide (Boulogne-Billancourt). Il a deux sœurs,  Paula Cohn (née le 12 janvier 1904 à Strasbourg) et Bertha Ruth Cohn (née le 20 mai 1909 à Strasbourg et morte en juillet 1944 à Auschwitz) .

### Études
De 1922 à 1934, Jacques Cohn fait ses études secondaires au Lycée Fustel de Coulanges de Strasbourg. Après la mort de son père, en 1930, il devient boursier d’Etat. Il obtient le baccalauréat de philosophie en 1934. En 1939, il obtient une licence ès lettres, mention philosophie, et un certificat spécialisé en psychologie, à l’Université de Strasbourg. Il obtient des prix de la "Société de réintégration des Alsaciens-Lorrains" et une bourse de la " Société de réintégration des Alsaciens-Lorrains". Il se prépare à l'agrégation.

### Encadrement de la jeunesse
Jacques Cohn donne des cours sur le judaïsme aux jeunes de la communauté de stricte observance
"Ets Haïm" de la rue Kagueneck de Strasbourg et est un des fondateurs du mouvement de jeunesse orthodoxe Yechouroun.

### Paris
La famille de Jacques Cohn (sa mère et ses sœurs) s'installe à Paris peu avant la Seconde Guerre mondiale. Son frère Marcus Cohn y réside déjà. En 1934, il devient chargé de cours de religion à l’Ecole des Langues Orientales, et en 1936, il fonde et dirige l'École Maïmonide (Boulogne-Billancourt).

### Seconde Guerre mondiale
Jacques Cohn est sursitaire en tant qu’étudiant lors de l’évacuation de Strasbourg, le 1er septembre 1939.  Il rejoint le 17 septembre à Bourges son corps, le 95° R.I., où il sert comme sergent-infirmier jusqu’ à sa démobilisation à Labastide-Murat (Lot), le 9 août 1940.

### Clermont-Ferrand et Vichy
En octobre 1940, Jacques Cohn s'inscrit à l’Université de Strasbourg repliée à Clermont-Ferrand, pour préparer un doctorat en philosophie, ayant obtenu une bourse.
Parallèlement, il donne des cours de judaïsme à la communauté juive de Vichy et des cours d’hébreu aux jeunes à Clermont-Ferrand.
Il quitte Clermont-Ferrand pour Vichy en janvier 1941. Il réside à Vichy jusqu'à son expulsion de cette ville, le 3 novembre 1941.

### Colonie de vacances en Haute-Vienne
Durant l' l’été 1941, Jacques Cohn dirige la colonie de vacances de la Chevrette organisée par l’Oeuvre de secours aux enfants (OSE) dans la maison d’enfants du château de Montintin, (Haute-Vienne).

### Le Petit Séminaire de Limoges
Le "Petit Séminaire" de Limoges est dirigé par Jacques Cohn et une équipe d’ universitaires à partir du 5 mai 1942. L'enseignement accorde une place importante aux matières juives pour les élèves de l'École Maïmonide (Boulogne-Billancourt) et pour ceux voulant entrer au Séminaire israélite de France (replié à Chamalières, près de Clermont-Ferrand). Le Petit Séminaire a une vingtaine d’élèves en 1942 et reste ouvert jusqu’en avril 1944, mais ne compte plus alors que cinq élèves.

### Ussac en Corrèze
Durant l'été 1942, la troisième direction de l’Union générale des israélites de France confie à Jacques Cohn, qui dirige à Ussac (Corrèze) un camp d’été pour la jeunesse du mouvement juif orthodoxe Yechouroun, la direction d’une colonie de vacances de l’Oeuvre de secours aux enfants (O.S.E.),appelée Court d’ Ussac, pour les enfants de familles juives orthodoxes, d'origine étrangère, venant en majorité de la région lyonnaise.
Dans le cadre de la grande rafle du 26 août 1942, 1016 juifs considérés comme apatrides sont arrêtés puis internés dans le camp de Vénissieux. 546 partiront de Lyon pour le camp de Drancy, antichambre des camps de la mort. Beaucoup de parents sont arrêtés, et les enfants ne peuvent rentrer chez eux. Jacques Cohn et ses collaborateurs, dont Margot Kahn, sa future femme, transforment un bâtiment vétuste et délabré en véritable maison d’enfants sous le contrôle de l’ O.S.E., Direction centrale de Montpellier.

### Réaction de Vichy
Les autorités de Vichy décident de mettre fin aux activités de Jacques Cohn, jugées subversives par la police. Un arrêté du
préfet de la Haute-Vienne, Jean Albert Popineau, en date du 1er octobre 1942, l’assigne à résidence à Bussière-Poitevine (Haute-Vienne) à partir du 14 novembre 1942.
Il doit quitter Court d’ Ussac, laissant la maison d’enfants à un groupe de jeunes éducateurs de
l’O.S.E. En avril 1943, la maison est fermée et les enfants répartis dans d’autres maisons de l’ O.S.E.. 
Margot Kahn, sa future épouse, rejoint le Réseau Garel. Elle place sous un faux nom, dans des familles et des institutions non juives du département de l’Ain, qu’elle parcourt à bicyclette, les enfants peu à peu retirés des maisons d’enfants de l’ O.S.E.. Elle conduit plusieurs groupes d’enfants à la frontière suisse, ou à Toulouse, pour les faire passer en Espagne, puis en Palestine mandataire. En mars 1944, Georges Garel demande à Margot Kahn d’inspecter la Maison des Enfants d’Izieu, afin de vérifier si les enfants placés par l’O.S.E. avaient été dispersés dans des familles rurales. Sabine Zlatin est absente ce jour-là. La rafle organisée par Klaus Barbie intervint le mois suivant, le jeudi 6 avril 1944.

### Broût-Vernet
En mai 1943, Jacques Cohn échappe de justesse à une arrestation et à la déportation grâce au Dr Joseph Weill, chef du service médico-social de l’O.S.E., qui obtient son assignation à résidence comme directeur pédagogique de la Maison d'Enfants de Broût-Vernet, au Château de Morelles, à Broût-Vernet (Allier), maison d’ enfants de stricte observance religieuse, fondée en 1940 par l’ O.S.E..
Il organise des cours d’enseignement secondaire. Sa sœur, Paula Cohn, est jardinière d’enfants. Il recrute Gaby Wolff, dite "Nini", jardinière d'enfants, rencontrée à la boucherie cacher de Vichy.
En novembre 1943, la Gestapo arrête l'économe, Joseph Cogan, et ses deux jeunes enfants, Albert et Fanny. L’O.S.E. décide de
fermer la maison et de disperser les enfants, en les plaçant sous une fausse identité, ou en les faisant passer en Suisse.

### Résistance armée
Jacques Cohn retourne à Limoges. Il quitte la ville après l'arrestation du rabbin Abraham Deutsch par la milice, le 2 mai 1944.
Il rejoint le groupe des résistance juive armée des Eclaireurs Israélites de France dirigé par Robert Gamzon, dans le Tarn et participe aux opérations de ce maquis, qui libère Castres et Mazamet en août 1944.

### Après la guerre
Le 10 avril 1945 , Jacques Cohn épouse Margot Kahn,.